# Takuya Kakine

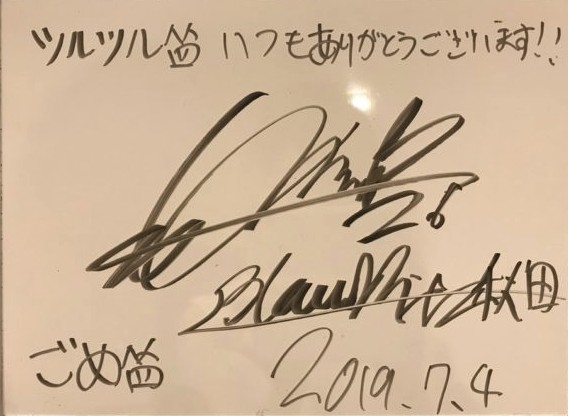
Takuya Kakine Autogramm

Takuya Kakine (japanisch 垣根 拓也 Kakine Takuya; * 3. Oktober 1991 in Ōtsu, Präfektur Shiga) ist ein japanischer Fußballspieler.

## Karriere
Kakine erlernte das Fußballspielen in der Jugendmannschaft von Kyoto Sanga FC und der Universitätsmannschaft der Ritsumeikan-Universität. Seinen ersten Vertrag unterschrieb er 2014 bei FC Machida Zelvia. Der Verein spielte in der dritthöchsten Liga des Landes, der J3 League. Für den Verein absolvierte er drei Ligaspiele. 2016 wechselte er zum Ligakonkurrenten Grulla Morioka. Für Morioka absolvierte er 42 Ligaspiele. 2018 wechselte er zum Ligakonkurrenten Fujieda MYFC. Für den Verein absolvierte er 15 Ligaspiele. 2019 wechselte er zum Ligakonkurrenten Blaublitz Akita. Für den Verein absolvierte er 15 Ligaspiele. 2020 wechselte er nach Matsue zum Viertligisten Matsue City FC.